# Госс, Люк
Люк Дэ́ймон Госс  (англ. Luke Damon Goss; род. 29 сентября 1968, Великобритания) — британский актёр, продюсер и певец.

## Биография
Люк Госс родился в 1968 году в Лондоне (Великобритания). У него есть брат-близнец, Мэтт,
которого Люк старше на 11 минут, и сводный брат Адам (родители Люка развелись, когда ему было пять лет, и мать повторно вышла замуж).
В 1986 Люк с братом создали группу «Bros». В её состав также вошёл Крэйг Логан. У группы было 13 синглов и три успешных альбома (один из них в Великобритании был продан тиражом 250 000 копий), два раза они ездили в мировое турне. Получали премию как лучший музыкальный дебют.
Несмотря на это, в 1990 году группа распалась, однако в 2004 Bros выпустили четвёртый альбом, состоящий из лучших композиций предыдущих альбомов.
После того, как в 1992 году группа распалась, Госс стал выступать соло в составе собственной группы «Luke Goss and the Band Of Thieves» (Люк Госс и Банда Воров). Он выпустил четыре сингла, но после этого его музыкальная деятельность прекратилась.
После пяти лет успеха в музыке Госс написал автобиографию «Я вам ничего не должен» (I Owe You Nothing), которая несколько недель была в десятке лучших бестселлеров. Также он начал играть в мюзиклах, включая «Grease» и «What a Fee ling!».
С 1994 года Люк женат на певице Ширли Льюис, и имеет одну падчерицу, Карли. С января 2007 года они живут в Лос-Анджелесе.
Карьеру в кино Люк Госс начал с 2000 года, снявшись в фильме «The Stretch». Широкую известность во всем мире ему принесли роли в фильмах «Хеллбой 2: Золотая армия», «Блэйд 2», «Теккен», а также «Смертельная гонка 2: Франкенштейн жив» и «Смертельная гонка 3: Ад».

## Награды

### Номинации
- Премия канала «MTV»
  - 2008 — Лучшая драка (за фильм «Хеллбой 2: Золотая армия»).
  - 2008 — Лучший злодей (за фильм «Хеллбой 2: Золотая армия»).
- Премия TAURUS
  - 2003 — Лучшая боевая сцена (Блэйд 2).

### Победы
- Character and Morality in Entertainment Awards
  - 2007 — Лучший актёр (за фильм «Одна ночь с королём»)

## Фильмография

### Актёр
| Год  | Русское название                         | Оригинальное название                        | Персонаж                  |
| ---- | ---------------------------------------- | -------------------------------------------- | ------------------------- |
| 2000 | Напряжение (ТВ)                          | The Stretch                                  | Уорвик Локи               |
| 2001 | Личная Жизнь                             | Love Life                                    | Кристиан                  |
| 2001 | Два дня, Девять жизней                   | Two Days, Nine Lives                         | Саул                      |
| 2002 | Блэйд 2                                  | Blade II                                     | Номак                     |
| 2002 | Зиг Заг                                  | Zig Zag                                      | Том Кадиллак              |
| 2002 | Девять Десятых                           | Nine Tenths                                  | Джон Лэйкер               |
| 2004 | Серебряный ястреб                        | Silver Hawk                                  | Александр Вулфи           |
| 2004 | Чарли                                    | Charlie                                      | Чарли Ричардсон           |
| 2004 | Франкенштейн (мини-сериал)               | Frankenstein                                 | Создание                  |
| 2005 | Холод и Тьма                             | Cold and Dark                                | Джон Дарк                 |
| 2005 | Интимные моменты                         | Private Moments                              | Люсьен                    |
| 2005 | Тот самый человек                        | The Man                                      | Джой / Кэни               |
| 2006 | Наёмники                                 | Mercenary for Justice                        | Джон Дришэм               |
| 2006 | Нечто в прачечной                        | Something in the Clearing                    | Рэнди                     |
| 2006 | Одна ночь с королём                      | One Night with the King                      | Король Ксеркс             |
| 2006 | 13 могил                                 | 13 Graves                                    | Антон                     |
| 2007 | Из-под земли                             | Unearthed                                    | Кел                       |
| 2007 | Сухая кость                              | Bone Dry                                     | Эдди                      |
| 2007 | Детка из Шанхая                          | Shanghai Baby                                | Марк                      |
| 2008 | Покорители вершин                        | Deep Winter                                  | Стивен Уикс               |
| 2008 | Хеллбой 2: Золотая армия                 | Hellboy II: The Golden Army                  | Принц Нуада               |
| 2008 | Грань (телесериал)                       | Fringe                                       | Ллойд Па                  |
| 2009 | Формула судного дня                      | Annihilation Earth                           | Дэвид                     |
| 2010 | Убивая мертвецов                         | Dead Undead                                  | Джек                      |
| 2010 | Уитчвилль: Город ведьм                   | Witchville                                   | Малакай                   |
| 2010 | Эльдорадо                                | El Dorado                                    | Полковник Сэм Гришэм      |
| 2010 | Исход Чарли Райта                        | Across the Line: The Exodus of Charlie Wrigh | Дэймон                    |
| 2010 | Смертельная гонка 2: Франкенкенштейн жив | Death Race 2                                 | Карл 'Люк' Лукас          |
| 2010 | Под прицелом                             | Pressed                                      | Брайн                     |
| 2010 | Глаза Короля                             | Eyes of the King                             | Джинни                    |
| 2010 | Теккен                                   | Tekken                                       | Стив Фокс                 |
| 2011 |                                          | The Whiskey Robber                           | Детектив Кристоф          |
| 2011 | Расплата                                 | Blood Out                                    | Майкл                     |
| 2011 | Глубина семь футов                       | Seven Below                                  | Исаак                     |
| 2010 | Вымирание                                | Extinction                                   |                           |
| 2012 | Красная вдова (телесериал)               | Red Widow                                    | Лютер                     |
| 2012 | Смертельная гонка 3: Ад                  | Death Race 3: Inferno                        | Карл Лукас / Франкенштейн |
| 2012 | Интервью с убийцей                       | Interview with a Hitman                      | Виктор                    |
| 2012 | Внутри                                   | Inside                                       | Майлз Баррет              |
| 2013 | Смертельное падение                      | Dead Drop                                    | Майкл Шонесси             |
| 2014 | Апрельский дождь                         | April Rain                                   | Джон Сайкс                |
| 2014 | Правосудие бессильно                     | Beyond Justice                               | Джейк Тарсео              |
| 2014 | Потерянное время                         | Lost Time                                    | Картер                    |
| 2015 | Самоволка-72                             | AWOL-72                                      | Конрад Миллер             |
| 2015 | Ночная бригада                           | The Night Crew                               | Уэйд                      |
| 2015 | Боевые свиньи                            | War Pigs                                     | Капитан Джек Восик        |
| 2015 | Нет больше мистера Славного Парня        | No More Mr Nice Guy                          | Джонатан Дотсон           |
| 2017 | Твой ход                                 | Your Move                                    | Дэвид                     |
| 2017 | Убийство Салазара                        | Killing Salazar                              | майор Том Дженсен         |

### Продюсер
| Год  | Русское название | Оригинальное название | Примечания              |
| ---- | ---------------- | --------------------- | ----------------------- |
| 2014 | Потерянное время | Lost Time             | исполнительный продюсер |
| 2011 | Расплата         | англ. Blood Out       | сопродюсер              |
| 2010 | Глаза короля     | Eyes of the King      |                         |